# Kungariket Kandia

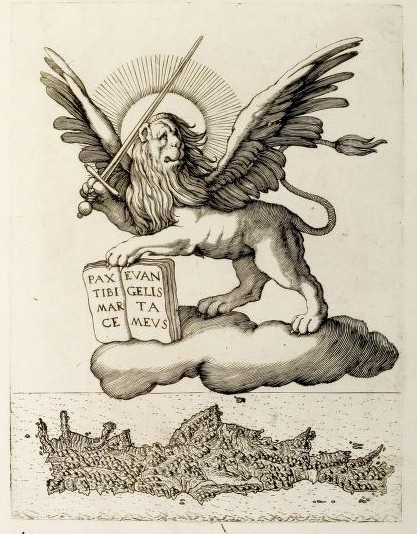
MBoschini Il regno tutto di Candia

Kungariket Kandia var ett historiskt rike på Kreta i nuvarande Grekland. Kandia var det formella namnet på Kreta under den tid ön tillhörde republiken Venedig mellan 1204 och 1669.